# Cinnamon Lake (Ohio)
Cinnamon Lake es un lugar designado por el censo ubicado en el condado de Ashland en el estado estadounidense de Ohio. En el Censo de 2010 tenía una población de 1243 habitantes y una densidad poblacional de 260,4 personas por km².

## Geografía
Cinnamon Lake se encuentra ubicado en las coordenadas 40°59′4″N 82°11′31″O / 40.98444, -82.19194. Según la Oficina del Censo de los Estados Unidos, Cinnamon Lake tiene una superficie total de 4.77 km², de la cual 4.19 km² corresponden a tierra firme y (12.21%) 0.58 km² es agua.

## Demografía
Según el censo de 2010, había 1243 personas residiendo en Cinnamon Lake. La densidad de población era de 260,4 hab./km². De los 1243 habitantes, Cinnamon Lake estaba compuesto por el 98.23% blancos, el 0.64% eran afroamericanos, el 0.16% eran amerindios, el 0.16% eran asiáticos, el 0% eran isleños del Pacífico, el 0.08% eran de otras razas y el 0.72% pertenecían a dos o más razas. Del total de la población el 0.56% eran hispanos o latinos de cualquier raza.